# شهرستان لوونینگ
شهرستان لوونینگ (به لاتین: Luoning County) یک منطقهٔ مسکونی در چین است که در لوئویانگ واقع شده‌است.